# Casa Matheson (Perth)
La casa Matheson es una casa histórica localizada en Perth, Ontario, Canadá. Fue construida en 1840 por Roderick Matheson, un comerciante local y más tarde un miembro del Senado de Canadá.
Después de la muerte Roderick Matheson en 1873, la casa fue heredada por Arthur James Matheson, abogado y miembro de la Asamblea Legislativa de Ontario. Después de que la casa fuese de varios propietarios, finalmente fue adquirida por el municipio y se convirtió en el Museo de Perth.
La casa fue designada sitio histórico nacional de Canadá en 1966.